# Spring (Teksas)
Spring je naseljeno mjesto za statističke potrebe u američkoj saveznoj državi Teksas. Prema popisu stanovništva iz 2010. u njemu je živjelo 54.298 stanovnika.